# Lepuix
Lepuix település Franciaországban, Territoire de Belfort megyében. Lakosainak száma 1113 fő (2022. január 1.). Lepuix Saint-Maurice-sur-Moselle, Sewen, Plancher-les-Mines, Auxelles-Haut, Giromagny, Vescemont és Riervescemont községekkel határos.

## Népesség
A település népességének változása:
| Lakosok száma | 1109 | 1140 | 1176 | 1154 | 1157 | 1156 | 1141 | 1127 | 1113 |
|               | 2013 | 2015 | 2016 | 2017 | 2018 | 2019 | 2020 | 2021 | 2022 |